# Roštín
Roštín je obec v okrese Kroměříž ve Zlínském kraji. Územím obce prochází silnici II/432 a protéká říčka Kotojedka. Žije zde 704 obyvatel.
V obci se nachází koupaliště, letní kino, jednota Coop, sokolovna, rekreační areál Kamínka, kaplička a vrchol Brdo.

## Název
Jméno vesnice bylo odvozeno od osobního jména Rošta, případně Rosta, domácké podoby jmen Rostislav nebo Rostimír. Význam místního jména byl "Roštův/Rostův majetek".

## Historie
První písemná zmínka o obci pochází z roku 1240 a je to listina, kterou král Václav I. potvrzuje výsady a državy kláštera hradišťského. Podle ní držel klášter v Roštíně jen krčmu. V další listině jen o deset let mladší, tedy z roku 1250, kterou vydal papež Inocenc IV. a v níž bere do zvláštní ochrany klášter velehradský, se připomíná i celá ves Roštín jako majetek kláštera.
K roku 1360 je v zemských deskách doložena podoba názvu obce Rohczin.

## Obyvatelstvo

### Struktura
Vývoj počtu obyvatel za celou obec i za jeho jednotlivé části uvádí tabulka níže, ve které se zobrazuje i příslušnost jednotlivých částí k obci či následné odtržení.
| Místní části   | Místní části | 1869  | 1880  | 1890  | 1900  | 1910  | 1921  | 1930  | 1950 | 1961 | 1970 | 1980 | 1991 | 2001 | 2011 | 2021 |
| -------------- | ------------ | ----- | ----- | ----- | ----- | ----- | ----- | ----- | ---- | ---- | ---- | ---- | ---- | ---- | ---- | ---- |
| Počet obyvatel | část Roštín  | 1 135 | 1 121 | 1 139 | 1 143 | 1 140 | 1 174 | 1 065 | 956  | 994  | 882  | 773  | 677  | 673  | 693  | 654  |
| Počet domů     | část Roštín  | 202   | 217   | 232   | 234   | 243   | 246   | 258   | 285  | 259  | 249  | 220  | 288  | 290  | 303  | 313  |

## Obecní správa

### Obecní symboly
Znak a vlajka byly obci uděleny rozhodnutím předsedy Poslanecké sněmovny Parlamentu České republiky dne 27. ledna 1997.

## Bioenergetické centrum
Cíl: zajištění centrálního zásobování teplem a teplou vodou domácností obce Roštín obnovitelným zdrojem energie, použitím jako paliva slámy.

## Pamětihodnosti
- Kostel svaté Anny
- Kostel svatého Jakuba Většího
- Socha svatého Jana Nepomuckého u kostela
- Siebertův vodní mlýn
- Roštínská kaple

## Významní rodáci
- Jan Mrazík (1848–1923), pedagog a spisovatel
- Heinrich Friedjung (1851–1920), rakouský historik a spisovatel

## Další fotografie

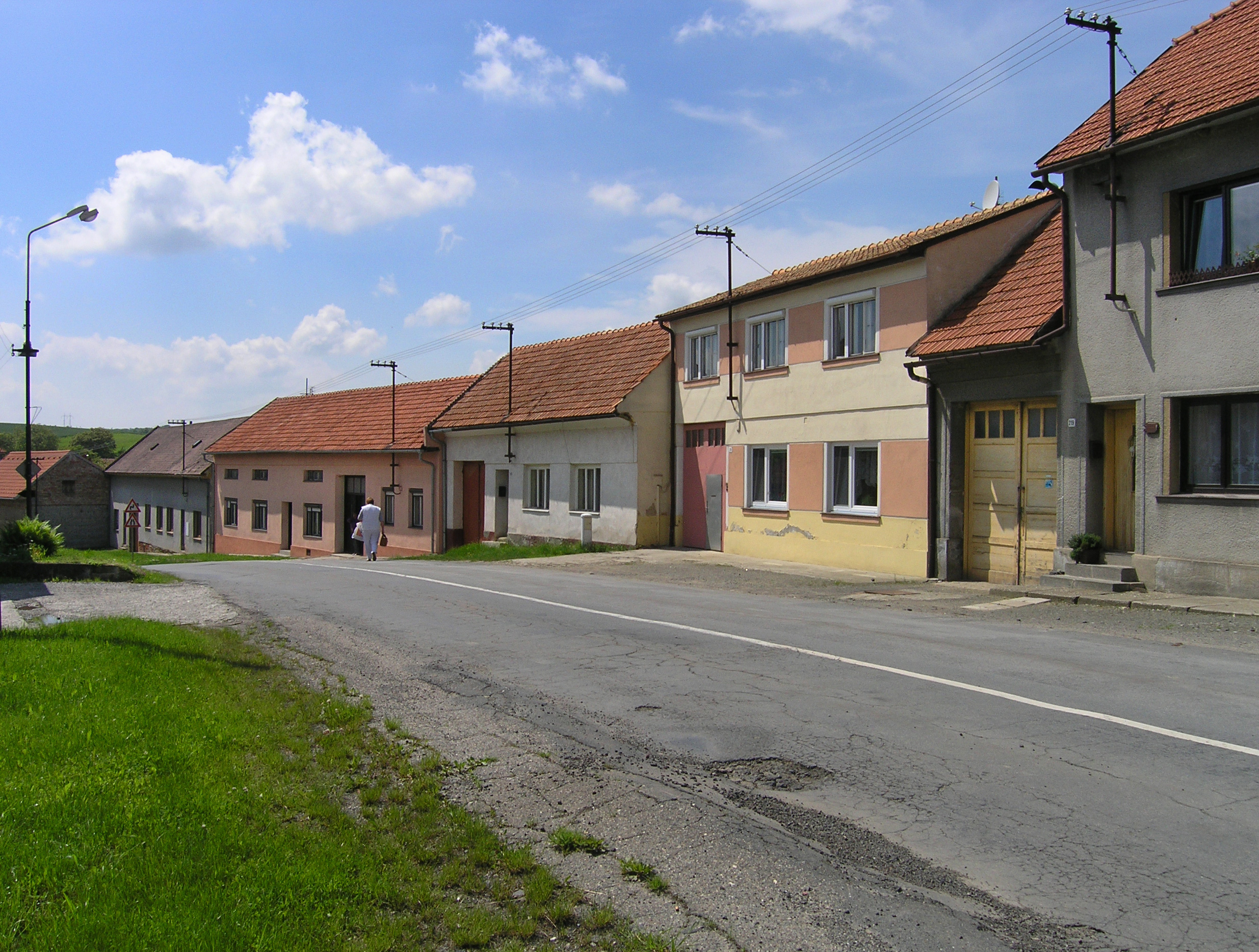
Domky u hlavní silnice
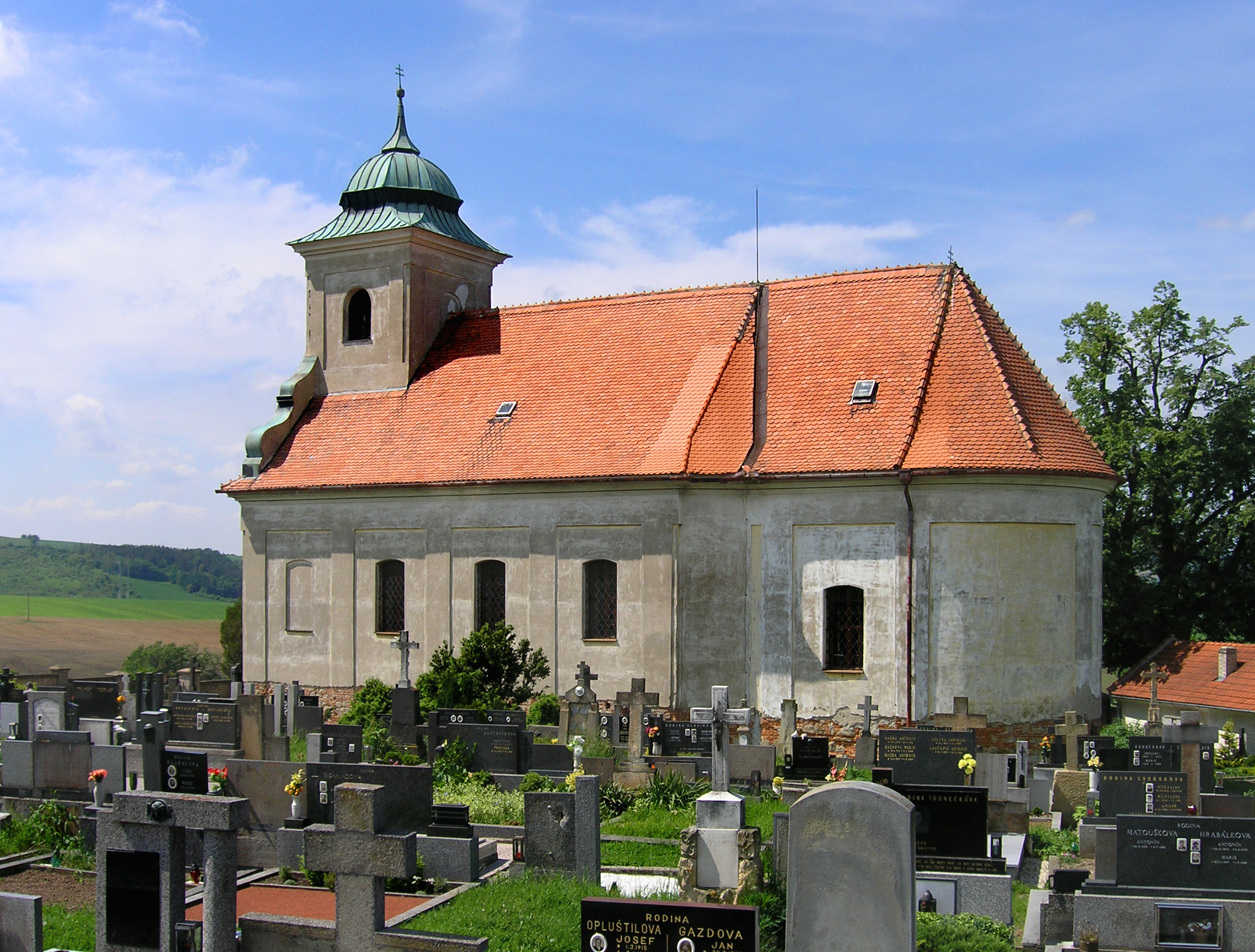
Kostel svatého Jakuba Většího jihozápadně od vesnice
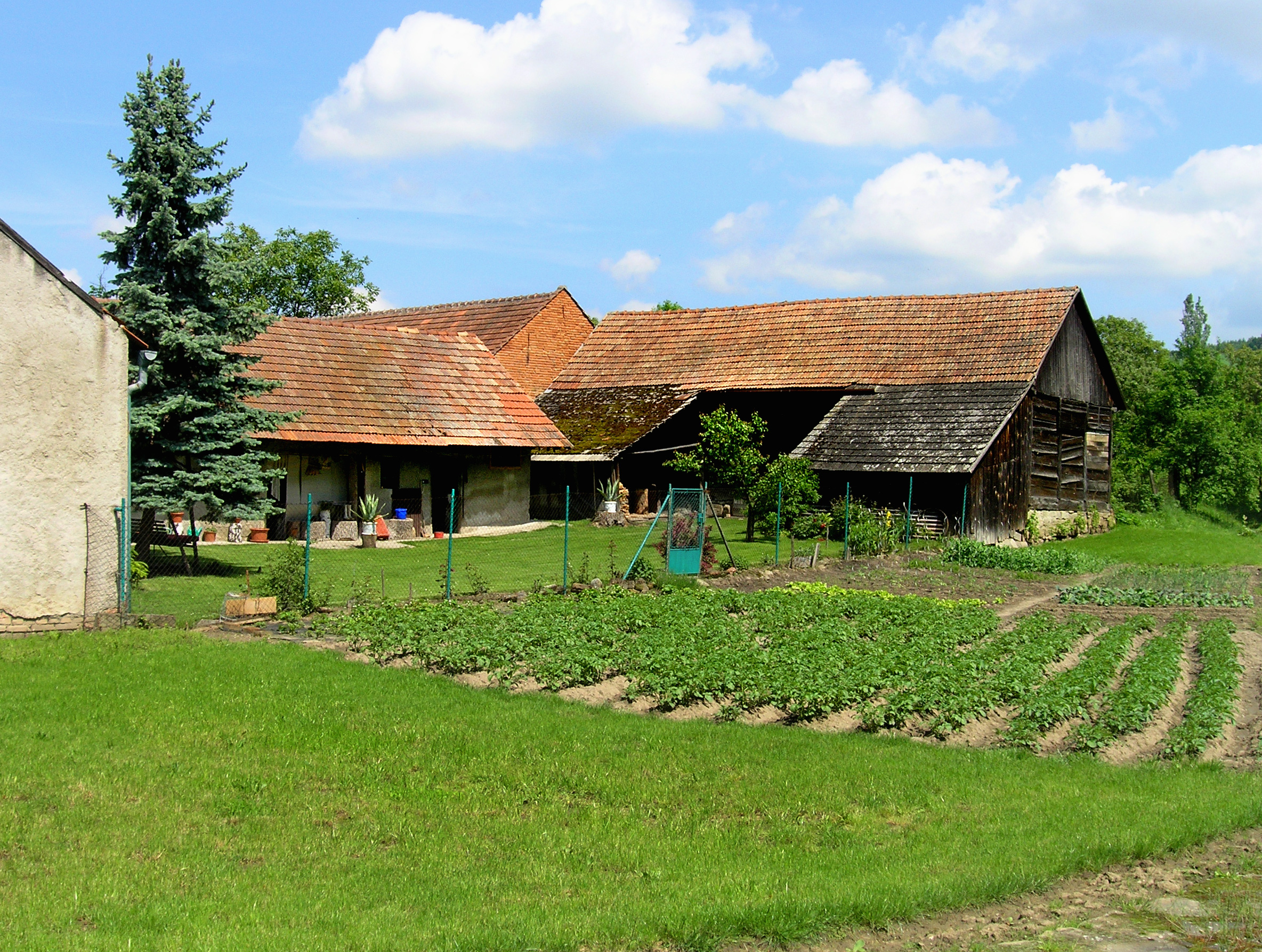
Dřevěný statek
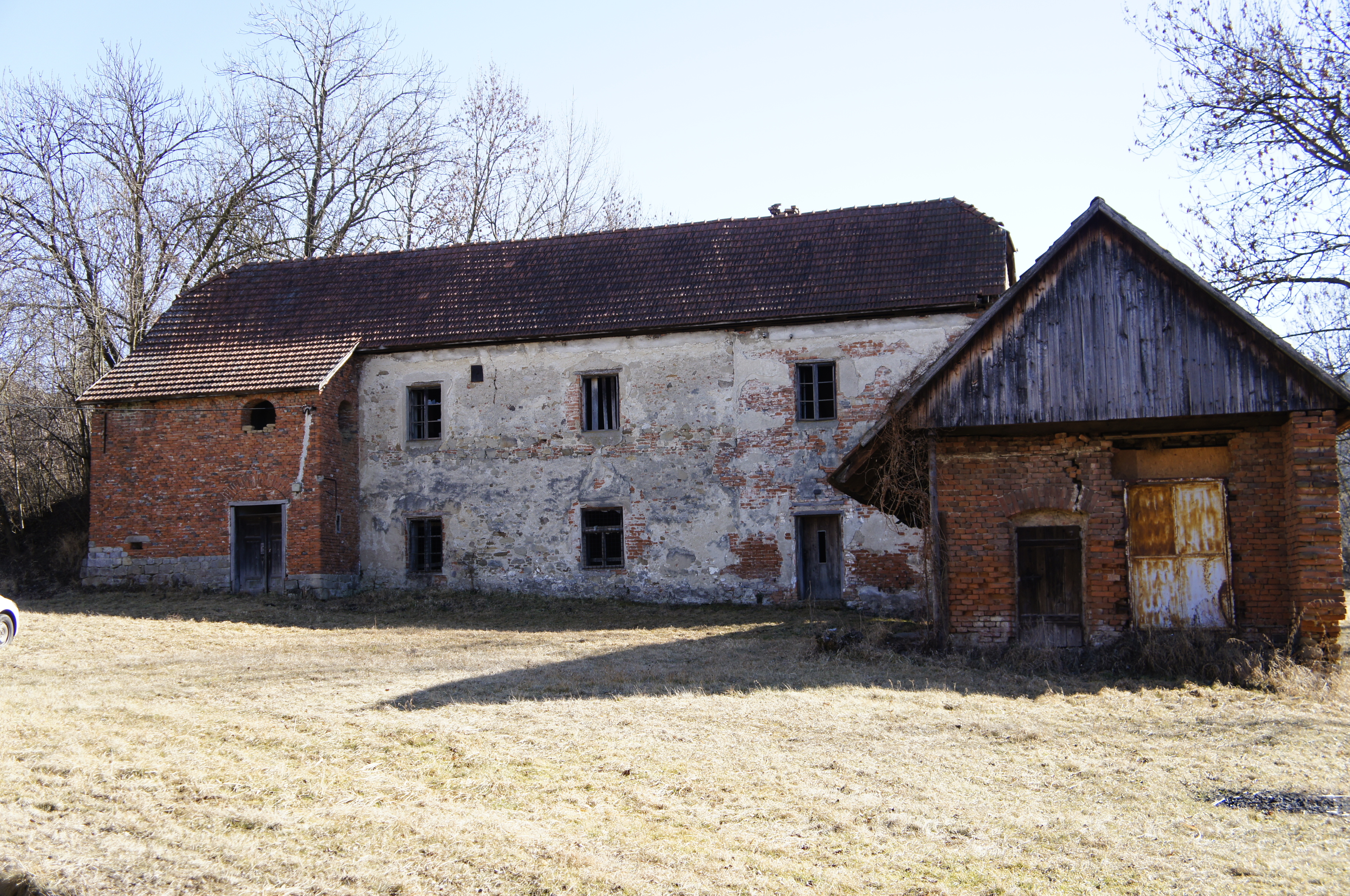
Siebertův vodní mlýn